# Upper Red Lake, Minnesota
Xã Upper Red Lake (tiếng Anh: Upper Red Lake Township) là một xã thuộc quận Beltrami, tiểu bang Minnesota, Hoa Kỳ. Năm 2010, dân số của xã này là 14 người.